# Buddleja cordata
Buddleja cordata är en flenörtsväxtart. Buddleja cordata ingår i släktet buddlejor, och familjen flenörtsväxter.

## Underarter
Arten delas in i följande underarter:
- B. c. cordata
- B. c. ovandensis

## Bildgalleri

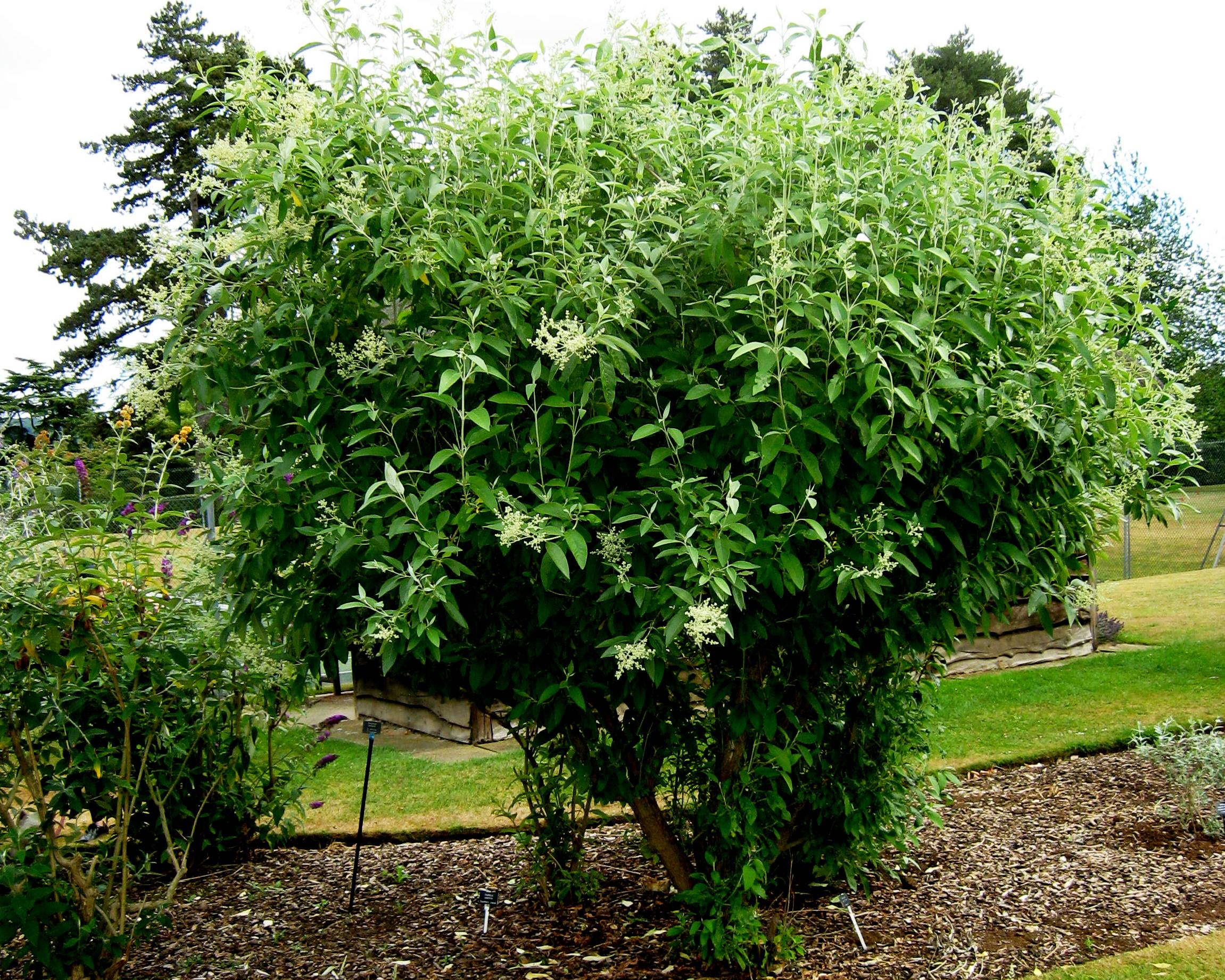
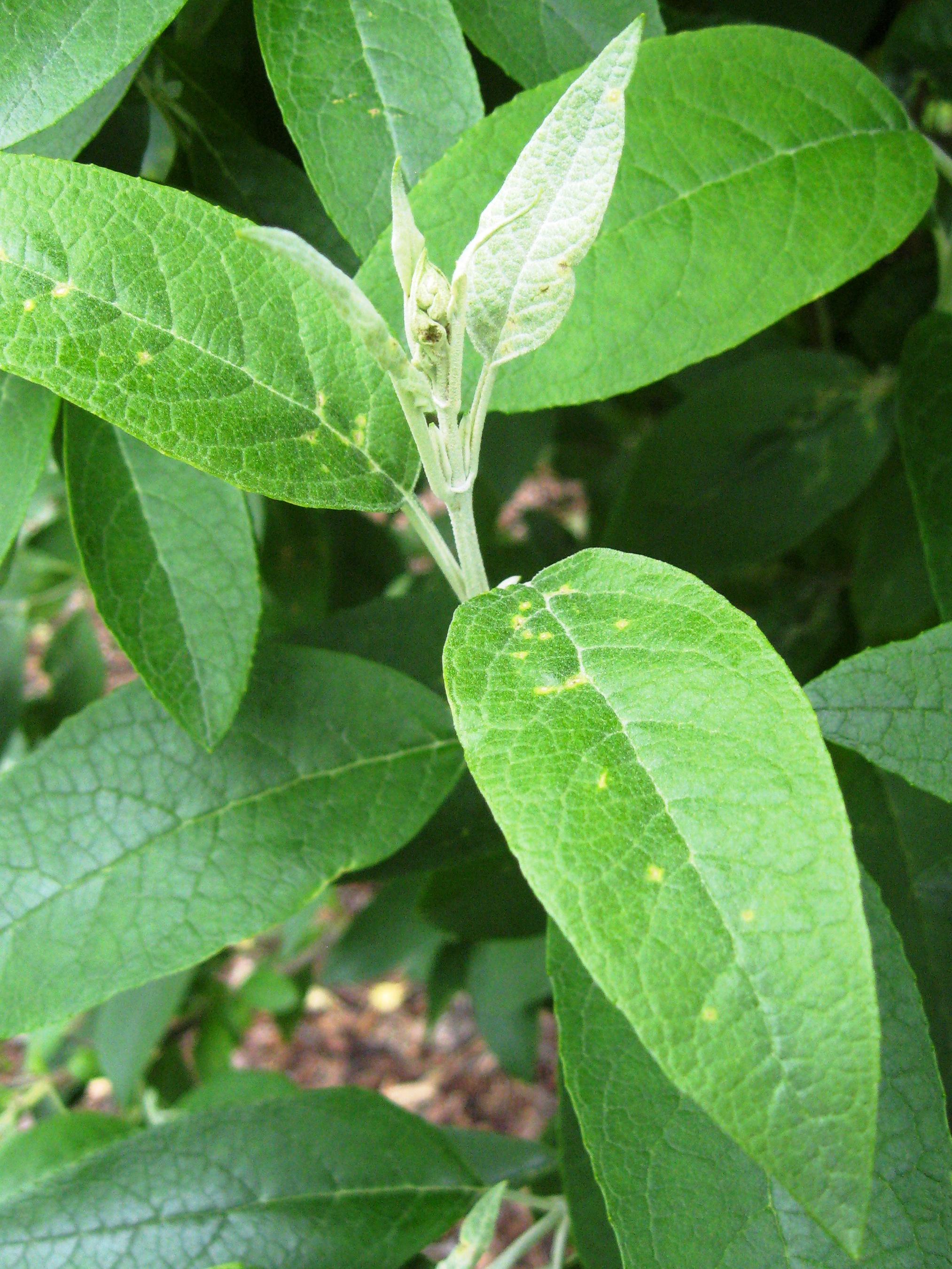
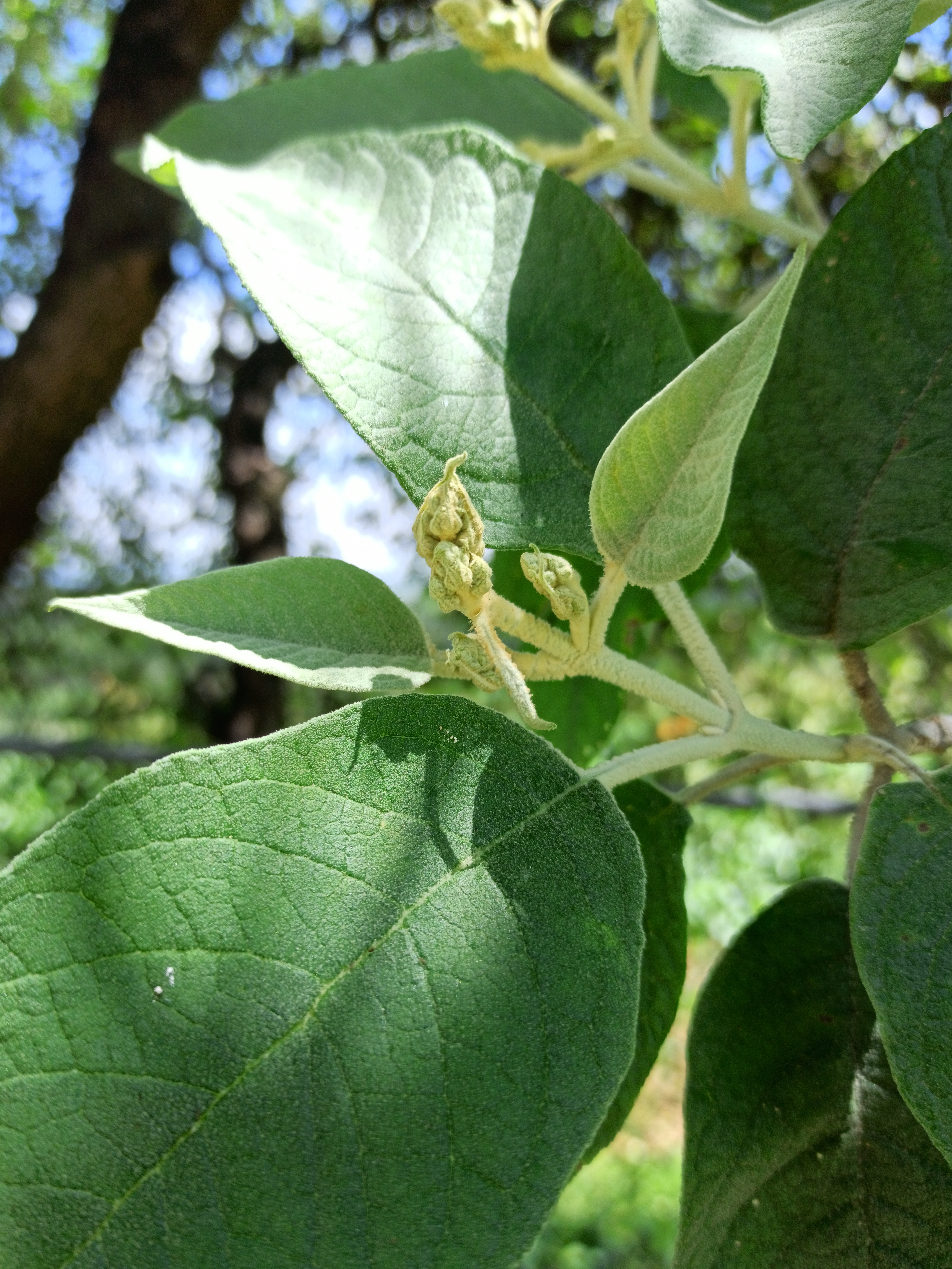
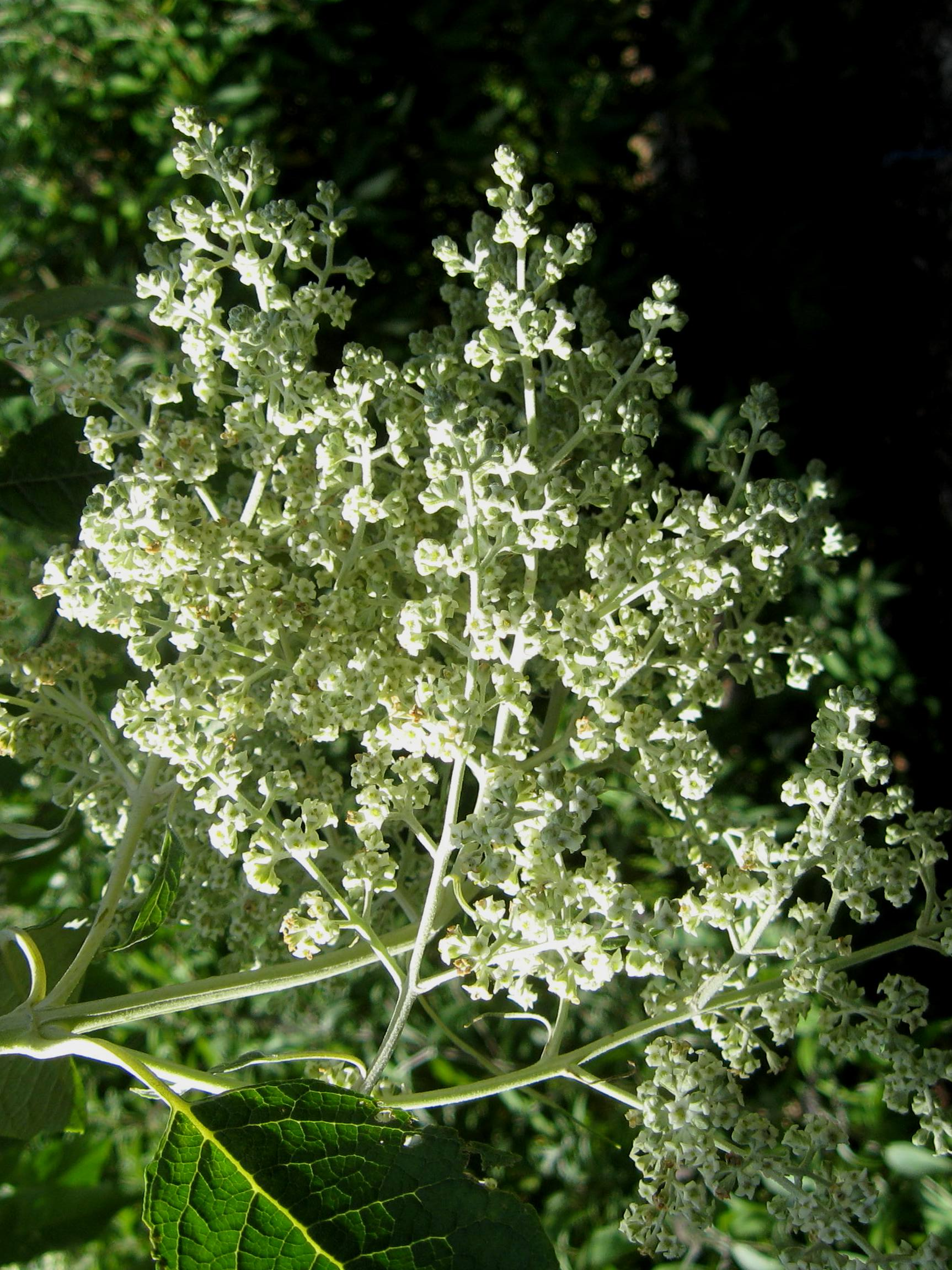